# 吉萊特 (新澤西州)
吉萊特（英語：Gillette）是位於美國新澤西州摩里斯縣的普查規定居民點。

## 人口
根據2020年美國人口普查的數據，吉萊特的面積為11.56平方千米，當中陸地面積為11.20平方千米，而水域面積為0.36平方千米。當地共有人口2956人，而人口密度為每平方千米255.71人。